# 劉易斯縣 (紐約州)
劉易斯縣（英語：Lewis County）是美國紐約州西北部的一個縣。面積3,341平方公里。2010年人口27,087。縣治勞維。
成立於1805年。縣名以建縣時州長摩爾根·劉易斯命名。